# Potentil
Potentil (Potentilla) er en slægt af urter (eller sjældnere: buske) med flere end 70 arter, som er udbredt i næsten alle den nordlige halvkugles egne med tempereret klima. Bladene er fingrede eller fjersnitdelte. Blomsterne har både bæger og yderbæger. De er 5-tallige med talrige støvdragere og frugtanlæg. Frugterne er nødder, der sidder på en hvælvet blomsterbund (sammenlign med Jordbær).
| Beskrevne Arter |

- Hvid potentil (Potentilla alba)
- Liggende potentil (Potentilla anglica)
- Gåsepotentil (Potentilla anserina)
- Sølvpotentil (Potentilla argentea)
- Rød potentil (Potentilla atrosanguinea)
- Guldpotentil (Potentilla aurea)
- Grå potentil (Potentilla cinerea)
- Tormentil (Potentilla erecta)
- Mat potentil (Potentilla heptaphylla)
- Klippepotentil (Potentilla hookeriana)
- Småblomstret potentil (Potentilla intermedia)
- Indisk potentil (Potentilla nepalensis)
- Blank potentil (Potentilla nitida)
- Norsk potentil (Potentilla norvegica)
- Rank potentil (Potentilla recta)
- Krybende potentil (Potentilla reptans)
- Jordbærpotentil (Potentilla sterilis)
- Vårpotentil (Potentilla tabernaemontani)

Kragefod (Comarum palustre) er udskilt af denne slægt og tilhører nu sin egen slægt, Kragefod-slægten (Comarum). Desuden er fire arter, der hidtil har været henført til Potentilla, nu  anbragt i en ny slægt, Buskpotentil (Dasiphora). Blandt disse er almindelig buskpotentil (Dasiphora fruticosa), som tidligere  hed "Busk-potentil" (Potentilla fruticosa))
| Andre Arter |

| - Potentilla ambigua - Potentilla articulata - Potentilla biennis - Potentilla biflora - Potentilla buccoana - Potentilla canadensis - Potentilla centigrana - Potentilla chinensis - Potentilla chrysantha - Potentilla collina - Potentilla coriandrifolia - Potentilla crantzii - Potentilla crinita - Potentilla curviseta - Potentilla desertorum - Potentilla dickinsii - Potentilla diversifolia - Potentilla dombeyi - Potentilla eriocarpa - Potentilla fragarioides - Potentilla gelida - Potentilla gracilis | - Potentilla griffithii - Potentilla hemsleyana - Potentilla hickmanii - Potentilla hippiana - Potentilla hirta - Potentilla humifusa - Potentilla hypartica - Potentilla imerethica - Potentilla inclinata - Potentilla kryloviana - Potentilla ledebouriana - Potentilla leuconota - Potentilla longifolia - Potentilla megalantha - Potentilla microphylla - Potentilla multifida - Potentilla nana - Potentilla neumanniana - Potentilla newberryi - Potentilla nivea - Potentilla nudicaulis - Potentilla paradoxa | - Potentilla peduncularis - Potentilla pensylvanica - Potentilla polyphylla - Potentilla pulcherrima - Potentilla pyrenaica - Potentilla ranunculus - Potentilla reptans - Potentilla robbinsiana - Potentilla saundersiana - Potentilla siemersiana - Potentilla simplex - Potentilla stenophylla - Potentilla supina - Potentilla szovitsii - Potentilla tanacetifolia - Potentilla thuringiaca - Potentilla togasii - Potentilla tridentata - Potentilla tucumanensis - Potentilla villosa |

Note
1. ↑  Jf. GRIN: Comarum palustre Arkiveret 5. juni 2011 hos  Wayback Machine
2. ↑  jf. GRIN: Dasiphora Arkiveret 21. oktober 2000 hos  Wayback Machine